# Omphale (champignon)
Pour les articles homonymes, voir Omphale (homonymie).
Taxons concernés
Dans l'ordre des Agaricales :
- dans la famille des Hygrophoraceae, les genres :
  - Chrysomphalina ;
  - Lichenomphalia ;
  - Phytoconis ;
  - Pseudoarmillariella
- dans la famille des Mycenaceae, le genre :
  - Xeromphalina ;
- dans la famille des Tricholomataceae, les genres :
  - Gamundia ;
  - Myxomphalia ;
  - Omphalina ;
  - Pseudoomphalina ;

Dans l'ordre des  Hymenochaetales :
- dans la famille des Repetobasidiaceae, les genres :
  - Gyroflexus ;
  - Rickenella.modifier

Omphale est un nom vernaculaire ambigu désignant en français plusieurs champignons.

## Définition et étymologie
Les omphales sont des champignons à lames de petite taille, au stipe élancé et au chapeau en forme d'entonnoir (en grec ancien, ὀμφαλός signifie « nombril »). Certaines espèces sont de couleurs vives (jaune et orange), tandis que d'autres sont brunâtres ou plus foncées. Elles poussent souvent dans la mousse ou sont lichénisées (Lichenomphalia). La plupart des espèces ont une sporée de couleur pâle. Certaines chanterelles peuvent ressembler aux omphales, mais elles ont des plis sous le chapeau plutôt que des lames.

## Liste alphabétique
- Omphale d'Anticosti – Pseudoomphalina anticostica[2]
- Omphale bibelot – Rickenella fibula[3]
- Omphale brun miel – Gamundia striatula[2]
- Omphale brun noirâtre – Myxomphalia maura[2]
- Omphale cauticinale – Xeromphalina cauticinalis[2]
- Omphale en clochette – Xeromphalina campanella[2]
- Omphale cornée – Xeromphalina cornui[2]
- Omphale en coupe – Omphalina pyxidata[4]
- Omphale énigmatique – Xeromphalina enigmatica[2]
- Omphale épingle – Rickenella fibula[4]
- Omphale gaufrée – Pseudoarmillariella ectypoides[2]
- Omphale de Kauffman – Xeromphalina kauffmanii[2]
- Omphale à lames dorées – Chrysomphalina chrysophylla[2]
- Omphale à lames jaunes – Chrysomphalina chrysophylla[4]
- Omphale lichenisée – Phytoconis ericetorum[3]
- Omphale en ombelle – Lichenomphalia umbellifera[2]
- Omphale des Oréades – Lichenomphalia oreades[2]
- Omphale à pied comprimé – Pseudoomphalina compressipes[2]
- Omphale à pied ténu – Xeromphalina tenuipes[2]
- Omphale pyxide – Omphalina pyxidata[2]
- Omphale de la sphaigne – Gyroflexus brevibasidiatus[2]